# Hacı I Giray

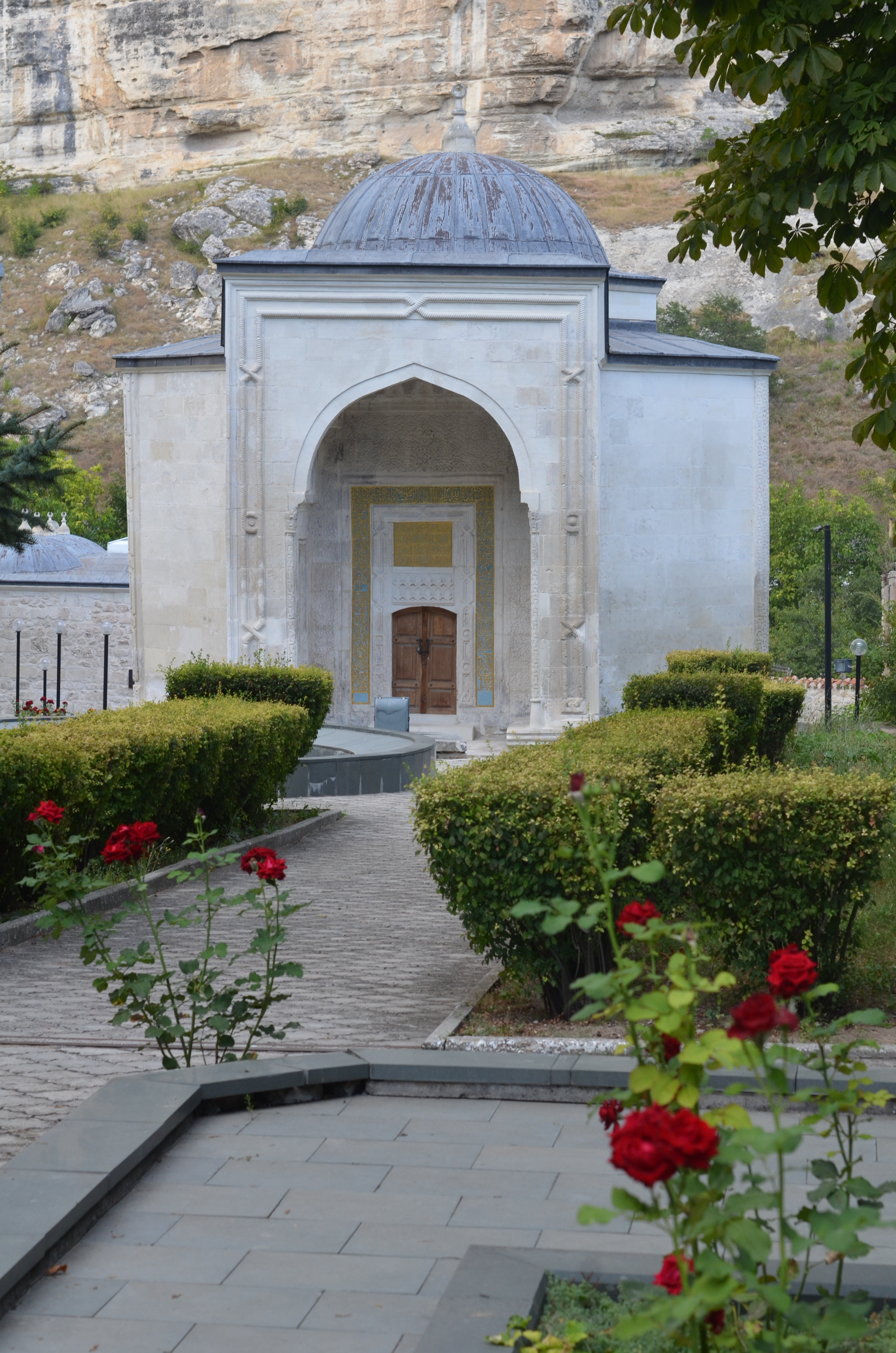
Mausoleo de Haci I Giray

Haci I Giray Melek, Melek Khaji Girai (en tártaro de Crimea: Bır Hacı Geray, بیر-حاجى كراى; Melek Hacı Geray, ملک خاجى كراى; fallecido en 1466) fue el fundador y el primer gobernante del Kanato de Crimea. A menudo es referido como Hacı Devlet Giray o Devlet Hacı Giray. 
Ascendió al trono después de una larga lucha contra los kanes de la Horda de Oro por la independencia del Kanato de Crimea en el cual fue apoyado por el Gran Ducado de Lituania. Mientras que algunas fuentes afirman que llegó al poder a principios de 1428 o 1434, las primeras monedas de Haci Giray no son antes de 1441.

Bandera de los tártaros de Crimea con el «Taraq tamğa» o «el tridente de Girays»

Hacı I Giray fundó la dinastía Giray de los kanes de Crimea, e introdujo el nuevo símbolo del estado: «taraq tamğa» o «el tridente de Girays», que es una derivación de la insignia de la Horda de Oro. Estableció su residencia en el pueblo de Salaçıq (en las proximidades de la Bajchisarái, cerca de la fortaleza de Çufut Qale). Una fuente europea contemporánea, La Crónica de Dlugosz, lo describió como una persona de valores personales destacados y un gobernador perfecto.
Según algunos historiadores en 1456 fue depuesto durante un breve período por la rebelión de su propio hijo Hayder, pero fue reinstalado ese mismo año.
Hacı I Giray está enterrado en el Durbe en Salaçıq en Bajchisarái.
Hacı I era muy popular en el pueblo de Crimea, por lo que se le dio el apodo de Ángel (tártaro de Crimea: Melek).